# Glycerin-1,2-carbonat
Glycerin-1,2-carbonat ist formal der cyclischer Ester der Kohlensäure mit Glycerin und hat als mögliches Produkt aus den „Abfallstoffen“ Kohlendioxid CO2 und Glycerin (besonders aus der Biodiesel-Produktion) mit breitem Anwendungsspektrum großes Interesse gefunden.
Die derzeit noch unbefriedigenden Ausbeuten und aufwendigen Prozessbedingungen bei der Direktsynthese stehen einer weiteren Verbreitung des Glycerincarbonats als Lösungsmittel und Molekülbaustein (engl. building block) aus erneuerbaren Rohstoffen entgegen.

## Herstellung
Für die Herstellung von Glycerin-1,2-carbonat ist eine Vielzahl von Synthesewegen beschrieben worden, von denen viele die Kriterien für moderne chemische Prozesse hinsichtlich Wirtschaftlichkeit, Umweltverträglichkeit und Sicherheit nicht erfüllen.
Nicht-glycerinbasierte Synthesen, zumal wenn sie auf teure Vorprodukte, wie z. B. Glycidol oder  3-Chlor-1,2-propandiol bzw. Epichlorhydrin und aufwendige Katalysatoren zurückgreifen, liefern keinen Beitrag zur wirtschaftlichen Lösung des riesigen Glycerinüberangebots (Schätzung für 2024: ca. 6,3 Mio. Tonnen globales Produktionsvolumen).
Von den indirekten glycerinbasierten Synthesen, bei denen der cyclische Kohlensäureester Glycerincarbonat formal durch Eintritt einer Carbonylgruppe gebildet wird, sind Reaktionen mit besonders preisgünstigem Harnstoff, sowie mit Dialkylcarbonaten wie Dimethylcarbonat DMC und Ethylencarbonat besonders intensiv bearbeitet worden.
Dabei entstehen durch Umesterung als Nebenprodukt Methanol bzw. im Fall von Harnstoff Ammoniak, die der Reaktion leicht entzogen werden können und die Aufarbeitung wenig stören.
Vor kurzem wurde eine Glycerincarbonatsynthese mit Harnstoff unter Mikrowellenbestrahlung mit wasserfreiem Zinksulfat als Heterogenkatalysator beschrieben, wobei unter optimierten Bedingungen (150 °C, 100 min Reaktionsdauer) Glycerincarbonat in 93,7 % Ausbeute erhalten werden konnte.
Am häufigsten sind Umesterungen von Dialkylcarbonaten, überwiegend von Dimethylcarbonat, mit sauren und insbesondere basischen Katalysatoren unter homogener und heterogener Katalyse untersucht worden. Dabei werden mitunter praktisch quantitative Ausbeuten an Glycerin-1,2-carbonat erzielt. Bei der homogenen Katalyse entstehen allerdings oft nur aufwendig zu trennende Gemische, während die bei der heterogenen Katalyse eingesetzten festen Basen oft schnell erschöpft und nur kostspielig, z. B. durch Calcinieren bei Temperaturen von 300 °C, recyclierbar sind. Außerdem bilden sich bei hohen DMC-Überschüssen und langen Reaktionszeiten durch Reaktion von DMC mit der freien Hydroxygruppe des Glycerincarbonats Nebenprodukte wie das so genannte Diglyceryltricarbonat (A) und das Glycerindicarbonat (B).
Auch die enzymatisch katalysierte Umsetzung von Glycerin mit DMC in polaren Lösungsmitteln ist beschrieben.
In jüngster Zeit wurden auch kontinuierliche Prozesse publiziert. Darin konnten bei moderaten Temperaturen (140 °C) und kurzen Verweilzeiten (<10 min) recht hohe Raum-Zeit-Ausbeuten erzielt werden.
Eine große Herausforderung bleibt weiterhin die effiziente Direktsynthese von Glycerin-1,2-carbonat aus Glycerin und reaktionsträgem CO2.
Berichte von Ausbeuten bis 35 % bei der Reaktion in Methanol mit Dibutylzinnoxid als Katalysator bei 80 °C konnten nicht bestätigt werden.
Die tatsächlich erzielten Ergebnisse liegen maximal bei 17 % bei Einsatz von Acetonitril, das im Basischen (Kaliumcarbonat) mit dem entstehenden Wasser zu Acetamid reagiert. Die im 5 millimolaren Maßstab erforderlichen Reaktionsbedingungen (80 bar CO2-Druck, 155 °C Reaktionstemperatur, 16 h Reaktionszeit) sind für eine wirtschaftliche industrielle Synthese noch nicht geeignet. Beim Durchleiten von CO2 zur Strippung des Reaktionswassers wird unter optimierten Bedingungen eine maximale Ausbeute von 13 % erzielt.
Die direkte Carbonylierung von Glycerin mit CO2 über hochaktiven Cer(IV)-oxid CeO2-Katalysatoren in Gegenwart des wasserbindenden Reagens 2-Cyanpyridin und dem Lösungsmittel Dimethylformamid DMF bei 150 °C, 40 MPa CO2-Druck und 5 h Reaktionszeit liefert in 10 millimolaren Ansätzen „… the incredibly high yield of glycerol carbonate …“ von bis 78,9 %, wobei der Ceroxid-Katalysator nach 5 Zyklen durch Calcinieren bei 400 °C regeneriert wurde.

## Eigenschaften
Glycerin-1,2-carbonat ist eine klare farblose viskose Flüssigkeit mit mildem Geruch, die sich vollständig mit Wasser und mit polaren organischen Lösungsmitteln, wie z. B. Alkoholen mischt. Die Verbindung liegt als Racemat vor und kann enzymatisch mit Lipase in die Enantiomeren getrennt werden. Die Polymeren Celluloseacetat, Nitrocellulose, Polyamide und Polyacrylnitril werden von Glycerincarbonat gelöst. Die Verbindung ist nicht brennbar, untoxisch und leicht bioabbaubar, sie besitzt eine geringe Verdunstungsrate und hohes Feuchtigkeitsrückhaltevermögen.

## Anwendungen
Potentiell großvolumige Anwendungen von Glycerin-1,2-carbonat wären angesichts der wohl nur noch durch kalorische Verwertung beherrschbaren Glycerinflut und der Eignung von Glycerincarbonat zur chemischen Fixierung großer CO2-Mengen von enormem Interesse.
Glycerincarbonat zerfällt bei hohen Temperaturen praktisch ausschließlich in Kohlendioxid und 3-Hydroxypropanal HOCH2CH2CHO, einem reaktiven Aldehyd, dem großes Potential als Kraftstoffadditiv zur Verminderung der Rußbildung in Verbrennungsmotoren zugeschrieben wird.
Als Derivat des Glycerins kann 4-Hydroxymethyl-1,3-dioxolan-2-on insbesondere in Kosmetik- und Körperpflegeprodukten als protisches Lösungsmittel mit hoher dielektrischen Leitfähigkeit ε = 82,7 und Feuchthaltemittel verwendet werden.
Wegen seiner Ähnlichkeit zu Propylencarbonat und aufgrund seiner Nichtbrennbarkeit und hohen Dielektrizitätskonstanten, die wesentlich höhere Lithiumionenkonzentrationen ermöglichen, wird Hydroxypropylencarbonat als Elektrolyt in Lithium-Ionen-Akkumulatoren untersucht. Allerdings sind protische Lösungsmittel mit reaktiven freien Hydroxygruppen in Batteriesystemen unerwünscht.
Der Epoxyalkohol Glycidol entsteht bei der Decarboxylierung von Glycerin-1,2-carbonat bei Temperaturen > 175 °C, vermindertem Druck und in Gegenwart saurer oder basischer (wie z. B. Kaliumoxid) Katalysatoren in Ausbeuten von 75 bis 85 %.
Preisgünstiges Glycidol als Vorstufe von Polyglycerinen, Glycerinestern und Glycidylethern könnte größere Verbreitung in Detergentien, Farben und Anstrichen und Stabilisatoren für natürliche Öle und für Vinylpolymere finden.
Das zur Herstellung von Epoxidharzen und -klebern wichtige Epichlorhydrin kann aus Glycerincarbonat über 2-Chlormethyl-1,3-dioxolan-2-on und dessen Decarboxylierung bei 80 °C in Ausbeuten bis 90 % erhalten werden.
Polyglycerinester werden durch Reaktion von langkettigen Carbonsäuren mit Glycerincarbonat (und anderen cyclischen Carbonaten, wie Ethylencarbonat) in Gegenwart starker Basen gebildet und können u. a. als Emulgatoren, Dispergierhilfsmittel, Fließverbesserer und Schmierstoffe Verwendung finden.
Beim Erhitzen von Glycerin-1,2-carbonat auf 140 °C in Gegenwart von Zinksulfat entstehen bioabbaubare, wasserlösliche und nicht-brennbare Polycarbonat-Homopolymere,
und mit überschüssigem Glycerin Copolymere, die als Schmierstoffe, Detergentien, Bohrhilfsmittel usw. Anwendung finden könnten.
Von besonderem Interesse könnte die Verwendung von bis-Glycerincarbonaten in nicht-isocyanatbasierten Polyurethanen (engl. non-isocyanate polyurethanes) NIPUs sein, die darin problematische Diisocyanate, wie Toluol-2,4-diisocyanat TDI und Methylendiphenylisocyanate MDI ersetzen könnten.
Selbst eine auch nur teilweise Substitution von Diisocyanaten in Polyurethanen durch bis-Glycerincarbonate wäre ein signifikanter Auslass für Folgeprodukte von Glycerin und ein Meilenstein in der Nutzung von Monomeren aus nachwachsenden Rohstoffen.